# Posabina
Posabina (bułg. Посабина) – wieś w Bułgarii, w obwodzie Tyrgowiszte, w gminie Popowo. W 2024 roku liczyła 201 mieszkańców.